# Vicariat apostolique de Benghazi
Le vicariat apostolique de Benghazi (en latin: Apostolicus Vicariatus Berenicensis) est un vicariat apostolique dont le territoire couvre tout l'est de la Libye (l'ancienne Cyrénaïque). Son siège se trouve à Benghazi. L'ancienne cathédrale a été désaffectée dans les années 1970. Le vicariat est administré depuis 16 juillet 2023 par Sandro Overend Rigillo, ofm.

## Histoire

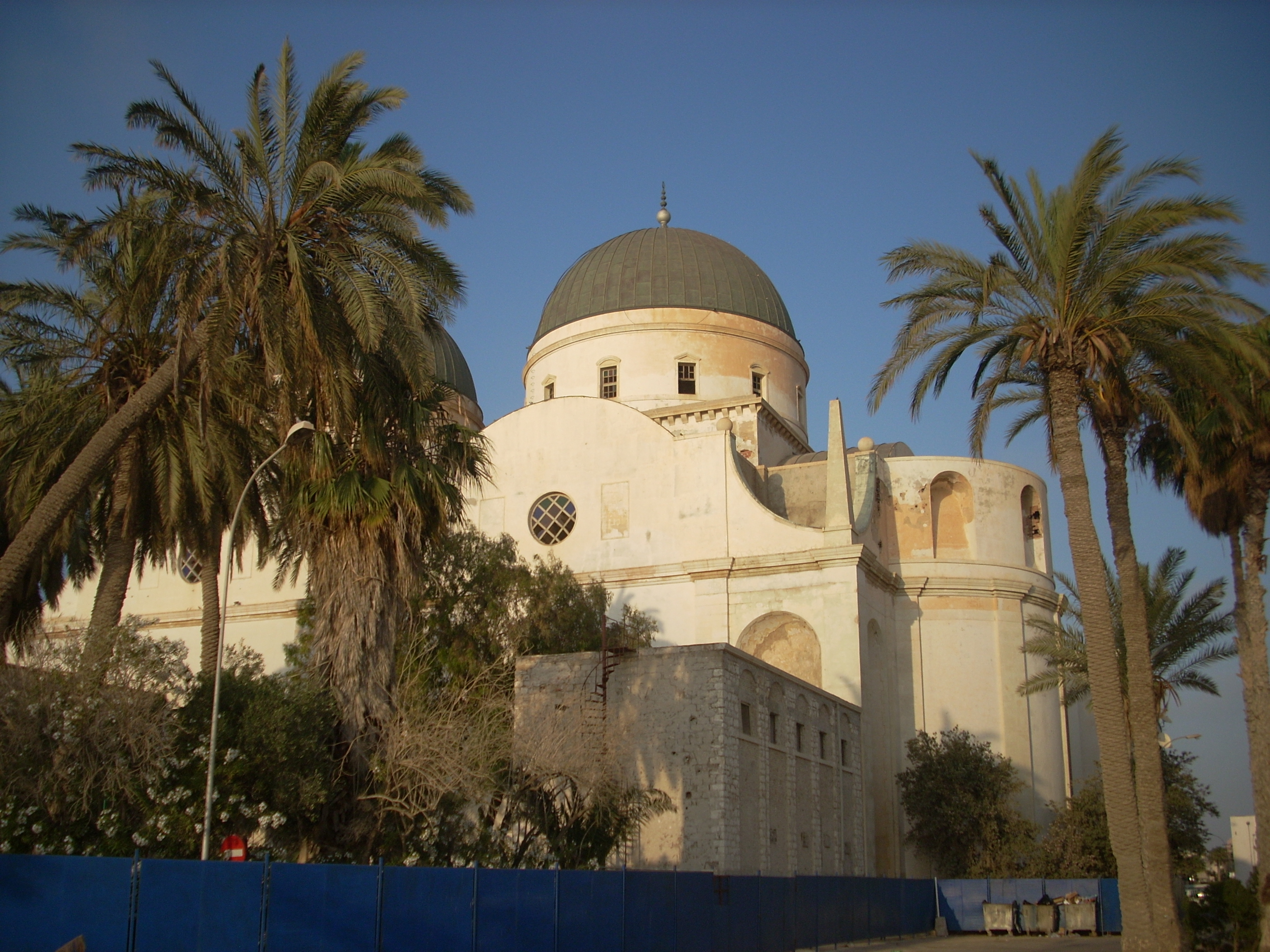
Vue de l'ancienne cathédrale de Benghazi abandonnée aujourd'hui

Le vicariat apostolique de Cyrénaïque a été érigé le 3 avril 1927 à partir du territoire du vicariat apostolique de la Libye, par le bref Divinitus Nobis de Pie XI. Il cède une partie de son territoire, le 22 juin 1939, pour le nouveau vicariat apostolique de Derna, vacant depuis 1948. Il change alors de nom pour devenir vicariat apostolique de Bengghazi.

### Liste des vicaires apostoliques
- Bernardino Vitale Bigi, OFM (27 janvier 1927 - † 19 avril 1930)
- Candido Domenico Moro, OFM (14 juillet 1931 - 7 octobre 1950)
- Ernesto Aurelio Ghiglione, OFM (5 juillet 1951 - † 8 juin 1964)
- Giustino Giulio Pastorino, OFM (11 janvier 1965 - 10 mars 1997)
- Sylvester Carmel Magro, OFM (10 mars 1997 - 14 février 2016) 
  - George Bugeja (it), OFM, vicaire apostolique de Tripoli, administrateur apostolique (depuis le 14 février 2016)

## Population

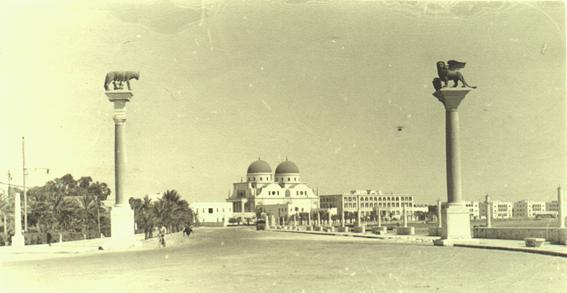
La cathédrale à la fin des années 1920

Le vicariat assure la protection de quatre mille baptisés environ en 2007, regroupés en cinq paroisses desservies par cinq prêtres réguliers (franciscains) et trente-cinq religieuses. La population consiste en des descendants de colons italiens (les Italo-libyens), de quelques expatriés et de nouveaux migrants d'Afrique noire et représente 0,4 % de la population du territoire. 